# Матати, Мартин
Мартин Ирунгу Матати — кенийский легкоатлет, который специализируется в беге на длинные дистанции. Действующий рекордсмен мира в экидене. Бронзовый призёр чемпионата мира 2007 года в беге на 10 000 метров. На чемпионате мира по кроссу 2006 года занял 3-е место в личном первенстве и 1-е место в командном зачёте. Занял 5-е место на чемпионате мира 2005 года на дистанции 10 000 метров. Победитель 10-километрового пробега Parelloop 2010 года.
На Олимпийских играх 2008 года занял 7-е место на дистанции 10 000 метров. Занял 5-е место на чемпионате мира 2011 года.
Победитель полумарафона Great North Run 2011 года с рекордом трассы — 58.56. 19 мая 2013 года занял 2-е место на полумарафоне Гифу — 1:00.54. 31 декабря 2013 года стал победителем Фукуокского марафона с личным рекордом — 2:07.16.

## Сезон 2014 года
2 февраля стал победителем Полумарафона Маругаме с результатом 1:00.11.